# Problème de Tammes
En géométrie, le problème de Tammes, ou problème des dictateurs, consiste à rechercher la disposition d'un certain nombre de points répartis à la surface d'une sphère afin que la distance minimale entre deux points soit la plus grande possible.

Solution pour 12 cercles.

Les applications de ce problème sont nombreuses : répartition de satellites artificiels, des creux à la surface d'une balle de golf, répartition de combustible sur des réacteurs nucléaires sphériques, étude d'atomes... Le surnom « problème des dictateurs » vient du fait que, si on laisse un certain nombre de dictateurs à la surface d'une planète, ceux-ci vont certainement chercher à s'éloigner le plus possible les uns des autres afin de pouvoir bénéficier du plus grand territoire (si on considère que le territoire d'un dictateur est constitué de tous les points de la sphère situés plus près de lui que de tout autre dictateur).

## Solutions
Pour résoudre le problème avec deux points, il faut les placer diamétralement opposés. De même, trois points étant toujours coplanaires, la solution pour trois points est un triangle équilatéral.
Pour quatre, six et douze points, les solutions sont celles admettant le plus de symétries : les polyèdres réguliers à, respectivement, quatre, six et douze sommets. Cependant, cette idée intuitive de symétrie est brisée pour huit points : le cube n'est pas la solution. La meilleure disposition pour huit points est un antiprisme carré.
D'autres idées « naturelles » sont battues en brèche pour, par exemple, cinq points. Si l'on part de la meilleure configuration pour six points et qu'on ôte un point, on obtient une certaine distance minimale d entre ces cinq points. Il peut sembler naturel qu'un réarrangement des cinq points restant permettra de trouver une distance minimale supérieure à d. Il n'en est rien.
Si le centre de la sphère est noté O et son rayon pris comme unité de mesure de distances, la distance sphérique entre deux points A et B n'est autre que l'angle AÔB, exprimé en radians. Ainsi, pour deux points diamétralement opposés, la distance est π. Pour les trois points résolvant le problème, la distance minimale est 2π⁄3, angle au centre d'un triangle équilatéral. Si la disposition générale n'a pas été trouvée, la distance minimale dn, pour un nombre n de points, vérifie l'encadrement suivant 
{\displaystyle {\sqrt {\frac {8\pi }{n{\sqrt {3}}}}}-{\frac {C}{\sqrt {n^{3}}}}\leqslant d_{n}\leqslant {\sqrt {\frac {8\pi }{n{\sqrt {3}}}}}}
où C est une constante.
En 2014, les seules solutions connues sont pour un nombre de points inférieur ou égal à 14 ou pour 24 points :
| n  | Distance sphérique*                                | Distance euclidienne*                               | Date de la découverte                     |
| -- | -------------------------------------------------- | --------------------------------------------------- | ----------------------------------------- |
| 2  | π                                                  | 2                                                   |                                           |
| 3  | 2π⁄3                                               | √3                                                  | 1943 (L. Fejes Tóth)                      |
| 4  |                                                    | {\displaystyle 2{\frac {\sqrt {2}}{\sqrt {3}}}}     | 1943 (L. Fejes Tóth)                      |
| 5  | π⁄2                                                | √2                                                  | 1951 (Schutte et van der Waerden)         |
| 6  | π⁄2                                                | √2                                                  | 1943 (L. Fejes Tóth)                      |
| 7  |                                                    |                                                     | 1951 (Schutte et van der Waerden)         |
| 8  | {\displaystyle \arccos {\frac {{\sqrt {8}}-1}{7}}} | {\displaystyle 2{\sqrt {\frac {4-{\sqrt {2}}}{7}}}} | 1951 (Schutte et van der Waerden)         |
| 9  | {\displaystyle \arccos {\frac {1}{3}}}             | {\displaystyle {\frac {2}{\sqrt {3}}}}              | 1951 (Schutte et van der Waerden)         |
| 10 |                                                    |                                                     | 1963 (Danzer)                             |
| 11 |                                                    |                                                     | 1963 (Danzer)                             |
| 12 |                                                    |                                                     | 1943 (L. Fejes Tóth)                      |
| 13 |                                                    |                                                     | 2010 (Oleg R. Musin et Alexey S. Tarasov) |
| 14 |                                                    |                                                     | 2014 (Oleg R. Musin et Alexey S. Tarasov) |
| 24 |                                                    |                                                     | 1961 (Robinson)                           |